# José Maria Eça de Queiroz
José Maria Eça de Queiroz (Póvoa de Varzim, 25 de novembre de 1845 – París, 16 d'agost de 1900) és considerat per molts el millor escriptor del realisme portuguès del segle xix. Va ser autor, entre altres novel·les de reconeguda importància, d'Els Maia.

## Biografia
Amb 16 anys va iniciar els seus estudis de dret a Coïmbra, on va establir amistat amb Antero de Quental. Els seus primers treballs, publicats en la revista Gazeta de Portugal, van ser reunits posteriorment sota el títol de Proses bàrbares. Entre 1869 i 1870, Queiroz va viatjar a Egipte i va presenciar la construcció del canal de Suez, la qual cosa li va servir d'inspiració en diversos dels seus treballs, i en fou el més notable O Mistério da Estrada de Sintra, de 1870, i A Relíquia, que no seria publicada fins a l'any 1887. L'any 1871, va participar en les anomenades conferències del Casino.
Va ser nomenat administrador municipal a Leiria. Ací va escriure la seua primera novel·la realista sobre la vida portuguesa, O crime do Padre Amaro, que es va publicar l'any 1875. Aparentment, Eça de Queiroz va viure els anys més productius de la seua vida a Anglaterra, com a cònsol de Portugal a Newcastle i a Bristol. Llavors, va escriure alguns dels seus treballs més importants, incloent-hi A Tragédia da Rua das Flores, i A Capital, escrita en una prosa hàbil, plena de realisme. Les seues obres més conegudes, Os Maias i O Mandarim, també van ser escrites a Anglaterra.
El seu últim llibre va ser A Ilustre Casa de Ramires, sobre un gentilhome del segle xix amb problemes per a reconciliar-se amb la grandesa del seu llinatge. És una novel·la imaginativa, entremesclada amb capítols d'una aventura de venjança bàrbara ambientada en el segle xii, escrita per Gonçalo Mendes Ramires, el protagonista. Es tracta d'una novel·la titulada La torre de D. Ramires, en què avantpassats de Gonçalo són retratats com a torres d'honra sanguínia, que contrasten amb la laxitud moral del jove.

## Fortuna literària
Els seus treballs han sigut traduïts aproximadament en vint idiomes.
Va ser també autor de la Correspondência de Fradique Mendes. Fradique Mendes, aventurer fictici creat per Queiroz i Ramalho Ortigão, apareix també en O Mistério da Estrada de Sintra.
El seu llibre O crime do Padre Amaro va ser base per a una pel·lícula mexicana de l'any 2002, El crimen del padre Amaro, dirigida per Carlos Carrera i protagonitzada per Gael García Bernal i Ana Claudia Talancón. La pel·lícula trasllada la història de Queiroz al Mèxic actual. Va ser nominada a l'Oscar com a millor pel·lícula estrangera, i al Globus d'Or en la mateixa categoria.
Una dita seva de gran actualitat: "Els polítics i els bolquers s'han de canviar sovint i pel mateix motiu".

## Obres
- 1870 O Mistério da Estrada de Sintra, escrit en col·laboració amb Ramalho Ortigão - en català: El misteri de la carretera de Sintra
- 1876 O Crime do Padre Amaro - revisat 1876 i 1880 - en català: El crim de Mossèn Amaro (Quaderns Crema, 2001)
- 1887 A Relíquia - en català: La relíquia
- 1878 O Primo Basílio - en català: El cosí Basílio (Quaderns Crema, 2000)
- 1880 O Mandarim - en català: El Mandarí (Traducció: Jordi Moners. València: Tres i Quatre, 1992, col. El Grill, 20)
- 1888 Os Maias - en català: Els Maia (Traducció: Manuel Lobo. Las Rozas, Madrid: Fonambulista, col. Grans Clàssics, 2)
- 1900 A Ilustre Casa de Ramires - en català: La il·lustre casa dels Ramires (Edicions Destino, 2006)
- 1900 Correspondência de Fradique Mendes - en català: La correspondència de Fadrique Mendes (Trad.: Jordi Cerdà Subirachs. Barcelona: Columna, 2002, col. Clàssica, 517)
- 1901 A Cidade e as Serras - en català: La ciutat i les serres (Trad.: Marta Ferré Freitas-Morna i Antoni Picornell Belenguer. Pollença: 2011, col. El Cabàs, 42)
- 1903 Prosas Bárbaras - en català: Proses bàrbares
- 1926 O Egipto - en català: L'Egipte
- 1925 Alves & C.a
- A Capital
- A Tragédia da Rua das Flores
- As Minas de Salomão, adaptació de l'obra de Henry Rider Haggard Les mines del rei Salomó
- Cartas de Inglaterra
- Cartas Familiares e Bilhetes de Paris
- Contos ('Contes')
- Ecos de Paris
- Notas Contemporâneas
- O Conde d'Abranhos
- Últimas páginas
- Uma Campanha Alegre